# Hisarçandır, Konyaaltı
Hisarçandır là một xã thuộc huyện Konyaaltı, tỉnh Antalya, Thổ Nhĩ Kỳ. Dân số thời điểm năm 2011 là 479 người.